# Cachapuz
A Cachapuz é uma empresa portuguesa que se dedica à conceção, produção e comercialização de soluções para pesagem industrial. A origem do seu nome remonta a 1694, referido num artigo publicado em 1895, no Almanak de Braga. Nesta época a empresa estava situada na Rua dos Chãos, em pleno centro histórico de Braga. Atualmente integra o Parque Industrial de Sobreposta, instalações para as quais mudou em 2002, albergando os setores de Produção, Comercial e o DEI (Departamento de Engenharia e Inovação).

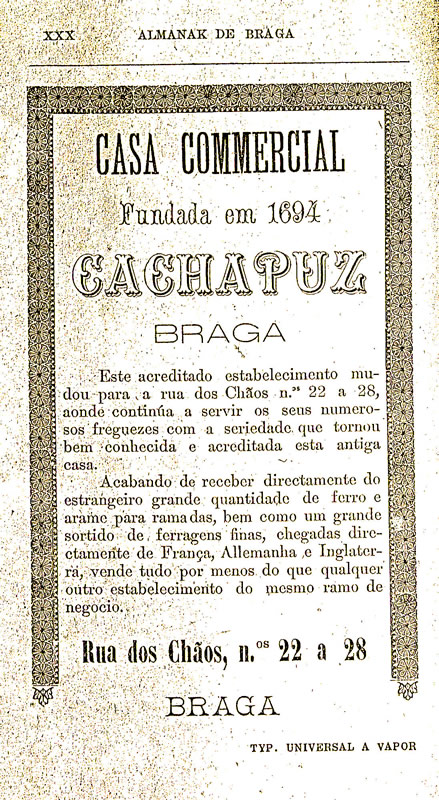
'Casa Commercial Cachapuz', no Almanak de Braga, 1895

A Cachapuz começou por ser uma empresa familiar, mas distinguiu-se sempre pelo pioneirismo no seu setor. Em 1920 arrancou com a atividade industrial, construindo balanças centesimais. O ano de 1934 ficou marcado pela produção da primeira ponte-báscula.
Em 1997 a empresa integrou um dos maiores fabricantes mundiais de pesagem industrial, o Bilanciai Group. A aquisição foi concluída em 2011, com o total do capital da empresa bracarense a pertencer ao grupo italiano.

## Engenharia e Inovação
Em 2002, a Cachapuz reforçou a aposta na investigação e desenvolvimento tecnológico, com a criação do DEI (Departamento de Engenharia e Inovação). Estabeleceu um protocolo com a Escola de Ciências da Universidade do Minho, integrou a fundação do Pólo de Software do Minho e a Rede PME Inovação, tornou-se parceiro da Microsoft e membro do Centro de Excelência em Desmaterialização de Transações (CEDT), para além de ser uma empresa certificada desde 1995.

Em 2012, ganhou o prémio Excelência no Trabalho na categoria de médias empresas, no sector indústria e energia. A Cachapuz lidera, a nível nacional, o mercado de soluções de pesagem automatizada, enquanto a nível internacional, concentra um importante centro de desenvolvimento de soluções.